# Ruồi cá
Ruồi cá (theo tên tiếng Anh: fishfly) là những con côn trùng thành viên trong phân họ Chauliodinae.

## Sự kiện
Ruồi cá từng làm tắc nghẽn giao thông ở Minnesota, Mỹ. Năm 1957, thành phố Hastings của Minnesota đã phải trải qua một cuộc xâm lược kinh hoàng của chúng. Số lượng khổng lồ của loài côn trùng này đã khiến cho toàn bộ tuyến đường giao thông của địa phương bị tàn phá và trở nên trơn trượt. Xe cộ bị tắc nghẽn do bị chặn bởi vô số những con bọ. Hàng triệu cá thể ruồi cá bay cao đến nỗi chúng tạo ra một đám mây khổng lồ trên bầu trời. Cảnh sát và lực lượng cứu hỏa đều đã được huy động nhưng phải cần đến cả sự giúp đỡ của những thiếu niên địa phương thì xe cộ mới có thể thoát khỏi cơn bão côn trùng này.